# Гоголин
Гоголин (пол. Gogolin) — город в Польше, входит в Опольское воеводство, Крапковицкий повят. Имеет статус городско-сельской гмины. Занимает площадь 20,35 км². Население — 6116 человек (на 2004 год).

## Города-побратимы
- Шонгау, Германия
- Яблунков, Чехия
- Звежинец, Польша